# Nhân tố bí ẩn (mùa 2)
Mùa thứ hai của chương trình Nhân tố bí ẩn do Đài Truyền hình Việt Nam và công ty Cát Tiên Sa sản xuất, được phát sóng từ ngày 3 tháng 4 năm 2016 trên kênh VTV3. Quán quân của chương trình mùa này sẽ nhận được phần thưởng trị giá 500 triệu đồng và các phần quà khác của nhà tài trợ Oppo, được vinh danh là Nhân tố bí ẩn mùa thứ hai.
Người chiến thắng của mùa này là Trần Minh Như, người đã vượt qua bốn đối thủ còn lại là nhóm The Wings, Trương Kiều Diễm, Đặng Tuấn Phương và nhóm S Girls trong đêm chung kết xếp hạng vào ngày 21 tháng 8 năm 2016.

## Các vòng thi

### Vòng Sơ tuyển (Audition)
Vòng Sơ tuyển đầu tiên diễn ra từ ngày 18 đến ngày 20 tháng 12 năm 2015 tại ba địa điểm ở thủ đô Hà Nội: Đại học Văn hóa Nghệ thuật Quân đội, Cao đẳng Nghệ thuật Hà Nội và Học viện Âm nhạc quốc gia. Các vòng tuyển sinh sau đó đã lần lượt được tổ chức tại Đà Nẵng (29-31 tháng 1 năm 2016), Cần Thơ (2-3 tháng 2) và cuối cùng là TP.HCM (4-5 tháng 2).

### Vòng Hội ngộ (Judges' Auditions)
Sau khi vượt qua các vòng sơ tuyển trên khắp cả nước, các thí sinh được chọn sẽ được tập hợp tại Thành phố Hồ Chí Minh để tham gia vòng Hội ngộ. Tại vòng thi này, các thí sinh hoặc nhóm thí sinh sẽ trình bày một bài hát tự chọn (với nhạc đệm) trước bốn vị giám khảo của chương trình. Thí sinh sẽ đi tiếp nếu đợc sự đồng ý của ít nhất 3 giám khảo, ngược lại họ sẽ bị loại.

#### Tập 1 (03/04/2016)
Giám khảo đồng ý cho thí sinh đi tiếp vào vòng trong
     Giám khảo không đồng ý cho thí sinh đi tiếp vào vòng trong
| #  | Thí sinh/Nhóm thí sinh | Bài hát dự thi (Sáng tác)                                                                                      | Lựa chọn của 4 giám khảo | Lựa chọn của 4 giám khảo | Lựa chọn của 4 giám khảo | Lựa chọn của 4 giám khảo |
| #  | Thí sinh/Nhóm thí sinh | Bài hát dự thi (Sáng tác)                                                                                      | Tùng Dương               | Hồ Quỳnh Hương           | Thanh Lam                | Dương Khắc Linh          |
| -- | ---------------------- | --- | ------------------------ | ------------------------ | ------------------------ | ------------------------ |
| 1  | Trương Kiều Diễm       | Sau cơn mưa (Trương Kiều Diễm)                                                                                 | ĐỒNG Ý                   | ĐỒNG Ý                   | ĐỒNG Ý                   | ĐỒNG Ý                   |
| 2  | Nhóm Cánh Diều         | Thu cuối (Yanbi, Mr.T)                                                                                         | ĐỒNG Ý                   | ĐỒNG Ý                   | ĐỒNG Ý                   | ĐỒNG Ý                   |
| 3  | Nguyễn Ngọc Huy        | Mercy (Stephen Adrew Booker, Almee Ann Duffy)                                                                  | ĐỒNG Ý                   | KHÔNG ĐỒNG Ý             | ĐỒNG Ý                   | ĐỒNG Ý                   |
| 4  | Nhóm Tiger             | Băn khoăn (Rhymastic) Thời gian (Dương Trường Giang) Gangnam style (Psy)                                       | ĐỒNG Ý                   | KHÔNG ĐỒNG Ý             | KHÔNG ĐỒNG Ý             | ĐỒNG Ý                   |
| 5  | Hoàng Thị Thanh Thảo   | Nemo (Toumas Lauri Johnes, Holopainen)                                                                         | ĐỒNG Ý                   | ĐỒNG Ý                   | ĐỒNG Ý                   | ĐỒNG Ý                   |
| 6  | Trần Trà My            | Lặng (Tường Minh)                                                                                              | ĐỒNG Ý                   | ĐỒNG Ý                   | ĐỒNG Ý                   | ĐỒNG Ý                   |
| 7  | Thái Vân Như           | Sunday morning (Jame B Valentine, Michael Allen Madden, Ryan Dusick, Adam Noah Levine, Jesse Royal Carmichael) | ĐỒNG Ý                   | ĐỒNG Ý                   | ĐỒNG Ý                   | ĐỒNG Ý                   |
| 8  | Đặng Tuấn Phương       | Buồn ơi, chào mi (Nguyễn Ánh 9)                                                                                | ĐỒNG Ý                   | ĐỒNG Ý                   | ĐỒNG Ý                   | ĐỒNG Ý                   |
| 9  | Nhóm Cadimen           | Nghe ta hồi sinh (Đỗ Hiếu, Nguyễn Đình Thanh Tâm) Cơn mưa ngang qua (Sơn Tùng MTP)                             | KHÔNG ĐỒNG Ý             | ĐỒNG Ý                   | ĐỒNG Ý                   | ĐỒNG Ý                   |
| 10 | Nguyễn Trọng Tín       | Yêu (Khắc Hưng)                                                                                                | KHÔNG ĐỒNG Ý             | KHÔNG ĐỒNG Ý             | KHÔNG ĐỒNG Ý             | KHÔNG ĐỒNG Ý             |
| 11 | Võ Ngọc Khánh          | All by myself (Eric Carmen, Serge Rachmanioff)                                                                 | ĐỒNG Ý                   | ĐỒNG Ý                   | ĐỒNG Ý                   | ĐỒNG Ý                   |
| 12 | Nhóm S Girls           | Buông tay (Lưu Thiên Hương)                                                                                    | ĐỒNG Ý                   | ĐỒNG Ý                   | ĐỒNG Ý                   | ĐỒNG Ý                   |

#### Tập 2 (10/04/2016)
Giám khảo đồng ý cho thí sinh đi tiếp vào vòng trong
     Giám khảo không đồng ý cho thí sinh đi tiếp vào vòng trong
| Thứ tự | Thí sinh Nhóm thí sinh | Bài hát dự thi (Sáng tác)                                                                                    | Lựa chọn của 4 giám khảo | Lựa chọn của 4 giám khảo | Lựa chọn của 4 giám khảo | Lựa chọn của 4 giám khảo |
| Thứ tự | Thí sinh Nhóm thí sinh | Bài hát dự thi (Sáng tác)                                                                                    | Tùng Dương               | Hồ Quỳnh Hương           | Thanh Lam                | Dương Khắc Linh          |
| ------ | ---------------------- | --- | ------------------------ | ------------------------ | ------------------------ | ------------------------ |
| 1      | Vũ Nhật Tuấn           | Bang bang bang (Park Hong Jun, G. Dragon, T.O.P)                                                             | ĐỒNG Ý                   | ĐỒNG Ý                   | KHÔNG ĐỒNG Ý             | ĐỒNG Ý                   |
| 2      | Nhóm G Band            | Bình minh sáng (Lê Minh Phương)                                                                              | ĐỒNG Ý                   | ĐỒNG Ý                   | ĐỒNG Ý                   | ĐỒNG Ý                   |
| 3      | Lê Hoàng Phong         | Beautiful girl (Young Uno) Tell me why (Mr.A)                                                                | ĐỒNG Ý                   | ĐỒNG Ý                   | ĐỒNG Ý                   | ĐỒNG Ý                   |
| 4      | Nhóm The Wings         | Vì tôi còn sống (Tiên Tiên)                                                                                  | ĐỒNG Ý                   | ĐỒNG Ý                   | ĐỒNG Ý                   | ĐỒNG Ý                   |
| 5      | Vũ Lê Hoà              | Feeling good (Anthony Newley, Leslie Bricusse)                                                               | ĐỒNG Ý                   | ĐỒNG Ý                   | ĐỒNG Ý                   | ĐỒNG Ý                   |
| 6      | Lê Văn Cường           | Một dại khờ, một tôi (Phú Quang)                                                                             | ĐỒNG Ý                   | ĐỒNG Ý                   | KHÔNG ĐỒNG Ý             | ĐỒNG Ý                   |
| 7      | Nguyễn Thị Thu Thủy    | Rời (Vũ Ngọc Bích)                                                                                           | ĐỒNG Ý                   | ĐỒNG Ý                   | ĐỒNG Ý                   | ĐỒNG Ý                   |
| 8      | Nhóm Cá Viên Chiên     | Like this (Jason Perry, Garett Sean, Jamal F Jones, Kelendria Trene Rowland, Elvis Jr Williams, Eve Jeffers) | KHÔNG ĐỒNG Ý             | KHÔNG ĐỒNG Ý             | KHÔNG ĐỒNG Ý             | KHÔNG ĐỒNG Ý             |
| 9      | Lê Dương Quốc Anh      | Với anh là mãi mãi (Hồ Hoài Anh)                                                                             | ĐỒNG Ý                   | ĐỒNG Ý                   | ĐỒNG Ý                   | KHÔNG ĐỒNG Ý             |
| 10     | Nhóm The Passion       | Nóng (Big Daddy, Tiny C)                                                                                     | KHÔNG ĐỒNG Ý             | ĐỒNG Ý                   | ĐỒNG Ý                   | ĐỒNG Ý                   |
| 11     | Trần Minh Dũng         | Niệm khúc cuối (Ngô Thuỵ Miên)                                                                               | ĐỒNG Ý                   | ĐỒNG Ý                   | ĐỒNG Ý                   | ĐỒNG Ý                   |

#### Tập 3 (17/04/2016)
Giám khảo đồng ý cho thí sinh đi tiếp vào vòng trong
     Giám khảo không đồng ý cho thí sinh đi tiếp vào vòng trong
| Thứ tự | Thí sinh Nhóm thí sinh | Bài hát dự thi (Sáng tác)                                                            | Lựa chọn của 4 giám khảo | Lựa chọn của 4 giám khảo | Lựa chọn của 4 giám khảo | Lựa chọn của 4 giám khảo |
| Thứ tự | Thí sinh Nhóm thí sinh | Bài hát dự thi (Sáng tác)                                                            | Tùng Dương               | Hồ Quỳnh Hương           | Thanh Lam                | Dương Khắc Linh          |
| ------ | ---------------------- | ------------------------------------------------------------------------------------ | ------------------------ | ------------------------ | ------------------------ | ------------------------ |
| 1      | Nhóm Big Dream         | Mập thì đã sao (Nguyễn Hoàng Quân)                                                   | KHÔNG ĐỒNG Ý             | KHÔNG ĐỒNG Ý             | KHÔNG ĐỒNG Ý             | KHÔNG ĐỒNG Ý             |
| 2      | Trần Nguyên Bảo        | And I'm telling you (Tom Eyen, Henry D Krieger)                                      | ĐỒNG Ý                   | ĐỒNG Ý                   | ĐỒNG Ý                   | ĐỒNG Ý                   |
| 3      | Nhóm Dolphins          | Maps (Ryan B Tedder, Adam Noah Levine, Noel Zancanella, Benjamin Levin, Ammar Marik) | ĐỒNG Ý                   | ĐỒNG Ý                   | ĐỒNG Ý                   | ĐỒNG Ý                   |
| 4      | Trương Phước Lộc       | Ai (Trương Phước Lộc)                                                                | ĐỒNG Ý                   | ĐỒNG Ý                   | ĐỒNG Ý                   | ĐỒNG Ý                   |
| 5      | Hoàng Quỳnh Hương      | Dream a little dream of me (Wilbur Schwandt, Fabian Andre)                           | ĐỒNG Ý                   | ĐỒNG Ý                   | ĐỒNG Ý                   | ĐỒNG Ý                   |
| 6      | Adam (Tô Lâm)          | Xích lô - 5 PM (Võ Thiện Thanh, Nguyễn Hải Phong)                                    | KHÔNG ĐỒNG Ý             | ĐỒNG Ý                   | ĐỒNG Ý                   | ĐỒNG Ý                   |
| 7      | Đặng Nhật Tân          | Tình về nơi đâu - Buông (Thanh Bùi, Nguyễn Hải Phong)                                | ĐỒNG Ý                   | ĐỒNG Ý                   | KHÔNG ĐỒNG Ý             | ĐỒNG Ý                   |
| 8      | Trần Thị Mai           | Yếu đuối (Nguyễn Hoàng Dũng)                                                         | ĐỒNG Ý                   | ĐỒNG Ý                   | ĐỒNG Ý                   | ĐỒNG Ý                   |
| 9      | Nhóm Thăng Long        | Rồi mai tôi đưa em (Trường Sa)                                                       | ĐỒNG Ý                   | ĐỒNG Ý                   | ĐỒNG Ý                   | ĐỒNG Ý                   |
| 10     | Nhóm BBQ               | Hello (Geogre Allen Kurstin, Adelle)                                                 | ĐỒNG Ý                   | ĐỒNG Ý                   | ĐỒNG Ý                   | ĐỒNG Ý                   |

#### Tập 4 (24/04/2016)
Giám khảo đồng ý cho thí sinh đi tiếp vào vòng trong
     Giám khảo không đồng ý cho thí sinh đi tiếp vào vòng trong
| Thứ tự | Thí sinh Nhóm thí sinh | Bài hát dự thi (Sáng tác)                                                                     | Lựa chọn của 4 giám khảo | Lựa chọn của 4 giám khảo | Lựa chọn của 4 giám khảo | Lựa chọn của 4 giám khảo |
| Thứ tự | Thí sinh Nhóm thí sinh | Bài hát dự thi (Sáng tác)                                                                     | Tùng Dương               | Hồ Quỳnh Hương           | Thanh Lam                | Dương Khắc Linh          |
| ------ | ---------------------- | --------------------------------------------------------------------------------------------- | ------------------------ | ------------------------ | ------------------------ | ------------------------ |
| 1      | Hoàng Khánh Linh       | Đừng yêu (Trang Pháp)                                                                         | KHÔNG ĐỒNG Ý             | ĐỒNG Ý                   | ĐỒNG Ý                   | ĐỒNG Ý                   |
| 2      | Trần Minh Như          | Listen (Scott Michael Cutler, Beyonce Giselle Knowles, Henry D Kieger, Anne Preven)           | ĐỒNG Ý                   | ĐỒNG Ý                   | ĐỒNG Ý                   | ĐỒNG Ý                   |
| 3      | Lê Thanh Tùng          | Non piu andrai (Mozart)                                                                       | ĐỒNG Ý                   | ĐỒNG Ý                   | ĐỒNG Ý                   | ĐỒNG Ý                   |
| 4      | Trần Duy Khang         | Stand by me (Elmo Glick, Benjamin Nelson, Jerry Leiber)                                       | ĐỒNG Ý                   | ĐỒNG Ý                   | ĐỒNG Ý                   | ĐỒNG Ý                   |
| 5      | Nhóm G.E.M             | Baby one more time (Max Martin)                                                               | KHÔNG ĐỒNG Ý             | KHÔNG ĐỒNG Ý             | KHÔNG ĐỒNG Ý             | KHÔNG ĐỒNG Ý             |
| 6      | Trần Thị Phương Nga    | Mong anh về (Dương Cầm)                                                                       | ĐỒNG Ý                   | ĐỒNG Ý                   | ĐỒNG Ý                   | ĐỒNG Ý                   |
| 7      | Huỳnh Nguyễn Như Trang | Chới với tôi ru tôi (Hồ Hoài Anh)                                                             | ĐỒNG Ý                   | ĐỒNG Ý                   | ĐỒNG Ý                   | ĐỒNG Ý                   |
| 8      | Nhóm F.O.E             | Muốn (Nhóm F.O.E)                                                                             | ĐỒNG Ý                   | ĐỒNG Ý                   | ĐỒNG Ý                   | ĐỒNG Ý                   |
| 9      | Lê Thị Huyền           | Hương đêm bay xa (Châu Đăng Khoa)                                                             | ĐỒNG Ý                   | ĐỒNG Ý                   | KHÔNG ĐỒNG Ý             | ĐỒNG Ý                   |
| 10     | Phạm Chí Huy           | Stay with me (Sam Smith, James Napier, William Phillips, Tom Petty)                           | ĐỒNG Ý                   | ĐỒNG Ý                   | ĐỒNG Ý                   | ĐỒNG Ý                   |
| 11     | Hồ Thị Hiền            | Hoang dại (Phương Uyên)                                                                       | ĐỒNG Ý                   | ĐỒNG Ý                   | ĐỒNG Ý                   | ĐỒNG Ý                   |
| 12     | Nhóm Fire              | Grenade Dance all night (Ari Levine, Christopher Steven Brown, Dustin Bushnell, Jared Watson) | ĐỒNG Ý                   | ĐỒNG Ý                   | ĐỒNG Ý                   | ĐỒNG Ý                   |

### Vòng Tranh đấu (Bootcamp)
Sau khi đã được giám khảo đồng ý vượt qua vòng thi Hội ngộ, 40 thí sinh và nhóm thí sinh sẽ tiếp tục bước vào vòng Tranh đấu. Các thí sinh sẽ được chia thành 4 hạng mục, bao gồm:
- Nam, nữ từ 25 - 26 tuổi trở lên: 9 thí sinh
- Nữ dưới 25 tuổi (Đơn nữ): 9 thí sinh
- Nam dưới 25 tuổi (Đơn nam): 11 thí sinh
- Nhóm nhạc: 11 nhóm thí sinh

Ở mỗi hạng mục, có 6 thí sinh/nhóm thí sinh được chọn vào vòng tiếp theo. Kết quả do ban giám khảo quyết định theo biểu quyết tương tự như vòng Hội ngộ.

#### Tập 1 (01/05/2016)
Hạng mục: Nam, nữ từ 25 - 26 tuổi trở lên
| Thứ tự | Thí sinh Nhóm thí sinh | Bài hát dự thi (Sáng tác)                                             | Kết quả            | Kết quả             | Ghi chú                              |
| Thứ tự | Thí sinh Nhóm thí sinh | Bài hát dự thi (Sáng tác)                                             | Được ngồi ghế nóng | Được vào vòng trong | Ghi chú                              |
| ------ | ---------------------- | --------------------------------------------------------------------- | ------------------ | ------------------- | ------------------------------------ |
| 1      | Phạm Chí Huy           | The big bang (Rock Mafia)                                             | ĐỒNG Ý             | VÀO VÒNG TRONG      |                                      |
| 2      | Trần Thị Phương Nga    | Giọt nắng bên thềm (Thanh Tùng)                                       | ĐỒNG Ý             | VÀO VÒNG TRONG      |                                      |
| 3      | Thái Vân Như           | Tears in heaven (Eric Clapton, Will Jennings)                         | ĐỒNG Ý             | Loại                | Bị thay thế bởi Trần Minh Dũng       |
| 4      | Đặng Nhật Tân          | Quay lưng (Yến Lê)                                                    | ĐỒNG Ý             | VÀO VÒNG TRONG      |                                      |
| 5      | Lê Thanh Tùng          | Regresa a mi (Unbreak My Heart) (Diane Warren)                        | ĐỒNG Ý             | Loại                | Bị thay thế bởi Hoàng Thị Thanh Thảo |
| 6      | Tô Lâm                 | Bang bang (Max Martin, Savan Kotecha, Richard Goransson, Onika Maraj) | ĐỒNG Ý             | VÀO VÒNG TRONG      |                                      |
| 7      | Hoàng Thị Thanh Thảo   | Chờ người nơi ấy (Huy Tuấn, Hà Quang Minh)                            | ĐỒNG Ý             | VÀO VÒNG TRONG      | Thay thế Lê Thanh Tùng               |
| 8      | Lê Văn Cường           | Cát bụi (Trịnh Công Sơn)                                              | KHÔNG ĐỒNG Ý       | Loại                |                                      |
| 9      | Trần Minh Dũng         | Nỗi lòng người đi (Anh Bằng)                                          | ĐỒNG Ý             | VÀO VÒNG TRONG      | Thay thế Thái Vân Như                |

#### Tập 2 (08/05/2016)
Hạng mục: Nữ dưới 25 tuổi (Đơn nữ)
| Thứ tự | Thí sinh Nhóm thí sinh | Bài hát dự thi (Sáng tác)                                                 | Kết quả            | Kết quả             | Ghi chú                          |
| Thứ tự | Thí sinh Nhóm thí sinh | Bài hát dự thi (Sáng tác)                                                 | Được ngồi ghế nóng | Được vào vòng trong | Ghi chú                          |
| ------ | ---------------------- | ------------------------------------------------------------------------- | ------------------ | ------------------- | -------------------------------- |
| 1      | Huỳnh Nguyễn Như Trang | Anh và anh (Vũ Cát Tường)                                                 | ĐỒNG Ý             | VÀO VÒNG TRONG      |                                  |
| 2      | Nguyễn Thị Thu Thủy    | Cơn gió lạ (Mạnh Quân)                                                    | ĐỒNG Ý             | VÀO VÒNG TRONG      |                                  |
| 3      | Trương Kiều Diễm       | Lẽ sống riêng tôi (Trương Kiều Diễm)                                      | ĐỒNG Ý             | VÀO VÒNG TRONG      |                                  |
| 4      | Hồ Thị Hiền            | Đánh thức (Tina Tình)                                                     | ĐỒNG Ý             | VÀO VÒNG TRONG      |                                  |
| 5      | Trần Trà My            | Give me one reason (Tracy Chapman)                                        | ĐỒNG Ý             | Loại                | Bị thay thế bởi Hoàng Khánh Linh |
| 6      | Hoàng Quỳnh Hương      | Toxic (Cathy Denis, Christian Karisson, Pontus Winnberg, Henrik Jonhback) | ĐỒNG Ý             | Loại                | Bị thay thế bởi Trần Minh Như    |
| 7      | Hoàng Khánh Linh       | Phone sớm (Hồ Hoài Anh)                                                   | ĐỒNG Ý             | VÀO VÒNG TRONG      | Thay thế Trần Trà My             |
| 8      | Trần Minh Như          | Mama knows best (Jessie J)                                                | ĐỒNG Ý             | VÀO VÒNG TRONG      | Thay thế Hoàng Quỳnh Hương       |
| 9      | Trần Thị Mai           | Phai (Vũ Cát Tường)                                                       | KHÔNG ĐỒNG Ý       | Loại                |                                  |

#### Tập 3 (15/05/2016)
Hạng mục: Nam dưới 25 tuổi (Đơn nam)
| Thứ tự | Thí sinh Nhóm thí sinh | Bài hát dự thi (Sáng tác)                                                                        | Kết quả            | Kết quả             | Ghi chú                        |
| Thứ tự | Thí sinh Nhóm thí sinh | Bài hát dự thi (Sáng tác)                                                                        | Được ngồi ghế nóng | Được vào vòng trong | Ghi chú                        |
| ------ | ---------------------- | ------------------------------------------------------------------------------------------------ | ------------------ | ------------------- | ------------------------------ |
| 1      | Trương Phước Lộc       | Hò líu xàng xê (Trương Phước Lộc)                                                                | ĐỒNG Ý             | VÀO VÒNG TRONG      |                                |
| 2      | Võ Ngọc Khánh          | Saving all my love for you (Michael William Masser, Gerald Goffin)                               | KHÔNG ĐỒNG Ý       | Loại                |                                |
| 3      | Vũ Nhật Tuấn           | Tonight (Pil Kang Choi, E. Knock)                                                                | ĐỒNG Ý             | VÀO VÒNG TRONG      |                                |
| 4      | Nguyễn Đình Nhân       | Người đàn bà hoá đá (Trần Lập)                                                                   | ĐỒNG Ý             | VÀO VÒNG TRONG      |                                |
| 5      | Trần Duy Khang         | When I was your man (Peter Gene Hermandez, Phillip Martin II Lewrence, Ari Levine, Andrew Wyatt) | ĐỒNG Ý             | VÀO VÒNG TRONG      |                                |
| 6      | Lê Dương Quốc Anh      | Lời yêu nào (Đinh Mạnh Ninh)                                                                     | KHÔNG ĐỒNG Ý       | Loại                |                                |
| 7      | Vũ Lê Hòa              | This is a man's world (Fauxpas Voco, Manferd Meyer)                                              | ĐỒNG Ý             | Loại                | Bị thay thế bởi Lê Hoàng Phong |
| 8      | Đặng Tuấn Phương       | Mẹ tôi (Trần Tiến)                                                                               | ĐỒNG Ý             | VÀO VÒNG TRONG      |                                |
| 9      | Nguyễn Ngọc Huy        | Forget you (Ari Levince, Christopher Steven Brown, Peter gene Hermandez, Phillip)                | KHÔNG ĐỒNG Ý       | Loại                |                                |
| 10     | Lê Hoàng Phong         | Mơ (Vũ Cát Tường)                                                                                | ĐỒNG Ý             | VÀO VÒNG TRONG      | Thay thế Vũ Lê Hoà             |
| 11     | Trần Nguyên Bảo        | Có tham gia dự thi                                                                               | Có tham gia dự thi | Có tham gia dự thi  | Có tham gia dự thi             |

#### Tập 4 (22/05/2016)
Hạng mục: Nhóm nhạc
| Thứ tự | Thí sinh Nhóm thí sinh | Bài hát dự thi (Sáng tác)                                                                                               | Kết quả            | Kết quả             | Ghi chú                                              |
| Thứ tự | Thí sinh Nhóm thí sinh | Bài hát dự thi (Sáng tác)                                                                                               | Được ngồi ghế nóng | Được vào vòng trong | Ghi chú                                              |
| ------ | ---------------------- | --- | ------------------ | ------------------- | ---------------------------------------------------- |
| 1      | Nhóm The Wings         | Nụ cười Việt Nam (Anh Nguyễn)                                                                                           | ĐỒNG Ý             | VÀO VÒNG TRONG      |                                                      |
| 2      | Nhóm F.O.E             | LK: Bố vợ - Daddy cool (Nhóm F.O.E, Frank Farian Eramp, Geogre Reyam)                                                   | ĐỒNG Ý             | Loại                | Bị thay thế bởi Nhóm Dolphins                        |
| 3      | Nhóm Cánh diều         | Yêu không nghỉ phép (Nguyễn Phúc Thiện)                                                                                 | ĐỒNG Ý             | Loại                | Bị thay thế bởi Nhóm Cadimen                         |
| 4      | Nhóm The passion       | LK: Trống cơm - Bắc kim thang (Dân ca Bắc Bộ)                                                                           | KHÔNG ĐỒNG Ý       | Loại                |                                                      |
| 5      | Nhóm Thăng Long        | Osolemio (Dân ca Italia)                                                                                                | ĐỒNG Ý             | Loại                | Bị thay thế bởi Nhóm BBQ                             |
| 6      | Nhóm G Band            | Việt Nam Tôi (Nhóm G Band)                                                                                              | ĐỒNG Ý             | VÀO VÒNG TRONG      |                                                      |
| 7      | Nhóm Fire              | Radioactive (Melvyn Gonzalez, Alexander Grant, Ben McKeen, Josh Mosser, Dan Platzman, Dah Reynolds Eramp, Wayne Sermon) | ĐỒNG Ý             | VÀO VÒNG TRONG      |                                                      |
| 8      | Nhóm Cadimen           | Rơi (Bào Lan) | ĐỒNG Ý             | Loại                | Thay thế Nhóm Cánh diều Bị thay thế bởi Nhóm S Girls |
| 9      | Nhóm Dolphins          | Con ma (Nguyễn Hải Phong)                                                                                               | ĐỒNG Ý             | VÀO VÒNG TRONG      | Thay thế Nhóm FOE                                    |
| 10     | Nhóm BBQ               | Wide awake (Katy Perry, Lukasz Gottwald, Martin Henry, Walter Bonnie McKee)                                             | ĐỒNG Ý             | VÀO VÒNG TRONG      | Thay thế Nhóm Thăng Long                             |
| 11     | Nhóm S Girls           | Up to you (Khắc Hưng)                                                                                                   | ĐỒNG Ý             | VÀO VÒNG TRONG      | Thay thế Nhóm Cadimen                                |

### Vòng Lộ diện (Judge's House)
Sau khi vượt qua vòng Tranh đấu, 6 thí sinh/nhóm thí sinh của mỗi hạng mục sẽ được phụ trách huấn luyện bởi một vị giám khảo. Khác với mùa thứ nhất khi việc quyết định giám khảo nào phụ trách hạng mục nào thuộc về chương trình, ở mùa này khán giả có thể tham gia bình chọn thông qua trang báo điện tử Saostar. Người được bình chọn nhiều nhất ở mỗi hạng mục sẽ được phân công huấn luyện ở hạng mục đó.
| Hạng mục                        | Tùng Dương | Hồ Quỳnh Hương | Thanh Lam | Dương Khắc Linh |
| ------------------------------- | ---------- | -------------- | --------- | --------------- |
| Nam, nữ từ 25 - 26 tuổi trở lên | 21.95%     | 18.86%         | 44.76%    | 14.43%          |
| Nam dưới 25 tuổi (Đơn nam)      | 38.53%     | 26.46%         | 18.56%    | 16.45%          |
| Nữ dưới 25 tuổi (Đơn nữ)        | 22.38%     | 41.54%         | 21.52%    | 14.56%          |
| Nhóm nhạc                       | 17.14%     | 13.14%         | 15.16%    | 54.55%          |

Ngoài việc huấn luyện hạng mục do mình phụ trách, mỗi giám khảo cũng sẽ hỗ trợ các giám khảo còn lại để cùng xem xét và đánh giá từng tiết mục của các thí sinh/nhóm thí sinh. Mỗi thí sinh/nhóm thí sinh sẽ biểu diễn một bài hát trên sân khấu và giám khảo sẽ biểu quyết cho thí sinh/nhóm thí sinh được đi tiếp giống như vòng Tranh đấu. Sau vòng Lộ diện, sẽ chỉ còn 12 thí sinh/nhóm thí sinh bước tiếp vào vòng Chặng đua khắc nghiệt (Tourmalet).

#### Tập 1 (29/05/2016): Hạng mục Nam nữ từ 25 - 26 tuổi trở lên và Nữ dưới 25 tuổi (Đơn nữ)

##### Hạng mục Nam nữ từ 25 - 26 tuổi trở lên
| Thứ tự | Thí sinh Nhóm thí sinh | Bài hát dự thi (Sáng tác)                                     | Kết quả            | Kết quả             | Ghi chú                      |
| Thứ tự | Thí sinh Nhóm thí sinh | Bài hát dự thi (Sáng tác)                                     | Được ngồi ghế nóng | Được vào vòng trong | Ghi chú                      |
| ------ | ---------------------- | ------------------------------------------------------------- | ------------------ | ------------------- | ---------------------------- |
| 1      | Đặng Nhật Tân          | LK: Yêu và yêu, Mùa yêu đầu (Dương Khắc Linh, Đinh Mạnh Ninh) | ĐỒNG Ý             | Loại                | Bị thay thế bởi Phạm Chí Huy |
| 2      | Hoàng Thị Thanh Thảo   | Tôi thấy hoa vàng trên cỏ xanh (Châu Đăng Khoa)               | ĐỒNG Ý             | VÀO VÒNG TRONG      |                              |
| 3      | Tô Lâm                 | Mượn (Lưu Thiên Hương)                                        | ĐỒNG Ý             | VÀO VÒNG TRONG      |                              |
| 4      | Trần Minh Dũng         | Your man (Chris Staplenton, Chris DuBois, Jace Everett)       | KHÔNG ĐỒNG Ý       | Loại                |                              |
| 5      | Phạm Chí Huy           | Take me to the church (Horize)                                | ĐỒNG Ý             | VÀO VÒNG TRONG      | Thay thế Đặng Nhật Tân       |
| 6      | Trần Thị Phương Nga    | Khúc yêu (Giáng Son)                                          | KHÔNG ĐỒNG Ý       | Loại                |                              |

##### Hạng mục Nữ dưới 25 tuổi (Đơn nữ)
| Thứ tự | Thí sinh Nhóm thí sinh | Bài hát dự thi (Sáng tác)                     | Kết quả            | Kết quả             | Ghi chú                             |
| Thứ tự | Thí sinh Nhóm thí sinh | Bài hát dự thi (Sáng tác)                     | Được ngồi ghế nóng | Được vào vòng trong | Ghi chú                             |
| ------ | ---------------------- | --------------------------------------------- | ------------------ | ------------------- | ----------------------------------- |
| 1      | Trương Kiều Diễm       | Đốt (Trương Kiều Diễm)                        | ĐỒNG Ý             | VÀO VÒNG TRONG      |                                     |
| 2      | Hồ Thị Hiền            | Vỏ bọc (Lưu Thiên Hương)                      | ĐỒNG Ý             | Loại                | Bị thay thế bởi Nguyễn Thị Thu Thủy |
| 3      | Trần Minh Như          | I have nothing (David Foster, Linda Thompson) | ĐỒNG Ý             | VÀO VÒNG TRONG      |                                     |
| 4      | Nguyễn Thị Thu Thủy    | Đôi mắt (Vũ Trung Quang)                      | ĐỒNG Ý             | VÀO VÒNG TRONG      | Thay thế Hồ Thị Hiền                |
| 5      | Huỳnh Nguyễn Như Trang | Và cơn mưa tới (Bảo Chấn)                     | KHÔNG ĐỒNG Ý       | Loại                |                                     |
| 6      | Hoàng Khánh Linh       | Chuyện của mùa đông (Phạm Toàn Thắng)         | KHÔNG ĐỒNG Ý       | Loại                |                                     |

#### Tập 2 (05/06/2016): Hạng mục Nam dưới 25 tuổi (Đơn nam) và Nhóm nhạc

##### Hạng mục Nam dưới 25 tuổi (Đơn nam)
| Thứ tự | Thí sinh Nhóm thí sinh | Bài hát dự thi (Sáng tác)                      | Kết quả            | Kết quả             | Ghi chú                                                   |
| Thứ tự | Thí sinh Nhóm thí sinh | Bài hát dự thi (Sáng tác)                      | Được ngồi ghế nóng | Được vào vòng trong | Ghi chú                                                   |
| ------ | ---------------------- | ---------------------------------------------- | ------------------ | ------------------- | --------------------------------------------------------- |
| 1      | Vũ Nhật Tuấn           | Let it go (Kristen Anderson Lopez Rober Lopez) | ĐỒNG Ý             | Loại                | Bị thay thế bởi Lê Hoàng Phong                            |
| 2      | Đặng Tuấn Phương       | Về với đông (Vũ Minh Tâm)                      | ĐỒNG Ý             | VÀO VÒNG TRONG      |                                                           |
| 3      | Nguyễn Đình Nhân       | She's gone (Miljenko Matijevic)                | ĐỒNG Ý             | Loại                | Bị thay thế bởi Trần Duy Khang                            |
| 4      | Lê Hoàng Phong         | Em và tôi (Thanh Tùng)                         | ĐỒNG Ý             | VÀO VÒNG TRONG      | Thay thế Vũ Nhật Tuấn                                     |
| 5      | Trần Duy Khang         | Nam nhi (Nguyễn Dân)                           | ĐỒNG Ý             | Loại                | Thay thế Nguyễn Đình Nhân Bị thay thế bởi Trương Phúc Lộc |
| 6      | Trương Phúc Lộc        | Ví dầu (Trương Phúc Lộc)                       | ĐỒNG Ý             | VÀO VÒNG TRONG      | Thay thế Trần Duy Khang                                   |

##### Hạng mục Nhóm nhạc
| Thứ tự | Thí sinh Nhóm thí sinh | Bài hát dự thi (Sáng tác)              | Kết quả            | Kết quả             | Ghi chú                                             |
| Thứ tự | Thí sinh Nhóm thí sinh | Bài hát dự thi (Sáng tác)              | Được ngồi ghế nóng | Được vào vòng trong | Ghi chú                                             |
| ------ | ---------------------- | -------------------------------------- | ------------------ | ------------------- | --------------------------------------------------- |
| 1      | Nhóm Dolphins          | Chim chích chòe (Phi Vũ)               | ĐỒNG Ý             | VÀO VÒNG TRONG      |                                                     |
| 2      | Nhóm G Band            | Xóm trọ (Nhóm G Band)                  | ĐỒNG Ý             | Loại                | Bị thay thế bởi nhóm Fire                           |
| 3      | Nhóm S Girls           | Chạm (Lưu Thiên Hương)                 | ĐỒNG Ý             | VÀO VÒNG TRONG      |                                                     |
| 4      | Nhóm Fire              | Fire (Nhóm Fire)                       | ĐỒNG Ý             | Loại                | Thay thế nhóm G Band Bị thay thế bởi nhóm The Wings |
| 5      | Nhóm BBQ               | Thềm nhà có hoa (Thanh Tâm)            | KHÔNG ĐỒNG Ý       | Loại                |                                                     |
| 6      | Nhóm The Wings         | Linh hồn và thể xác (Nguyễn Hải Phong) | ĐỒNG Ý             | VÀO VÒNG TRONG      | Thay thế nhóm Fire                                  |

### Vòng Tấm vé cuối cùng (The Last Ticket)
Đây là một điểm đổi mới so với mùa thứ nhất. Các thí sinh đã bị loại ở vòng Tranh đấu và vòng Lộ diện sẽ có thêm một cơ hội quay trở lại với chương trình, thông qua sự thể hiện của họ trong các video clip ngắn (dưới dạng video âm nhạc) được chương trình đăng tải. Số điểm bình chọn từ khán giả sẽ được tính bằng 50% tổng số lượt xem trên kênh YouTube của chương trình, và 50% lượt xem và lượt yêu thích trên kênh V Line.
10 thí sinh có số điểm cao nhất (trong thời gian từ 25 tháng 5 đến 8 tháng 6 năm 2016) sẽ tham gia vào liveshow "Tấm vé cuối cùng" vào ngày 12 tháng 6 để cạnh tranh tấm vé duy nhất vào vòng Chặng đua khắc nghiệt (Tourmalet).

#### Video tham gia của thí sinh
| Hạng mục                  | STT | Thí sinh               | Video tham gia (Sáng tác)                                    | Tổng điểm | Thứ tự xếp hạng | Kết quả     |
| ------------------------- | --- | ---------------------- | ------------------------------------------------------------ | --------- | --------------- | ----------- |
| Nam, nữ trên 25 - 26 tuổi | 1   | Lê Thanh Tùng          | Biển, nỗi nhớ và em (Nhạc: Phú Quang, Thơ: Hữu Thỉnh)        | 8         | 18              | Loại THẲNG  |
| Nam, nữ trên 25 - 26 tuổi | 2   | Lê Văn Cường           | Tạm xa thành phố (Bảo Thạch)                                 | 31        | 4               | VÀO TOP 12  |
| Nam, nữ trên 25 - 26 tuổi | 3   | Trần Thị Phương Nga    | Đã từng (Aitai)                                              | 30        | 7               | VÀO TOP 12  |
| Nam, nữ trên 25 - 26 tuổi | 4   | Đặng Nhật Tân          | Bí mật không tên (Aitai)                                     | 38        | 1               | VÀO TOP 12  |
|                           |     |                        |                                                              |           |                 |             |
| Nữ dưới 25 tuổi           | 1   | Hoàng Quỳnh Hương      | LK: Once again, faded                                        | 23        | 13              | Loại THẲNG  |
| Nữ dưới 25 tuổi           | 2   | Trần Thị Mai           | Giá như anh đừng                                             | 4         | 21              | Loại THẲNG  |
| Nữ dưới 25 tuổi           | 3   | Hồ Thị Hiền            | Còn tuổi nào cho em (Trịnh Công Sơn)                         | 34        | 3               | VÀO TOP 12  |
| Nữ dưới 25 tuổi           | 4   | Huỳnh Nguyễn Như Trang | Cho em quên đi (Mai Thái Anh)                                | 30        | 6               | VÀO TOP 12  |
| Nữ dưới 25 tuổi           | 5   | Thái Vân Như           | This love (Maroon 5)                                         | 10        | 17              | Loại THẲNG  |
|                           |     |                        |                                                              |           |                 |             |
| Nam dưới 25 tuổi          | 1   | Vũ Lê Hoà              | Bởi vì anh (Vũ Lê Hoài)                                      | 16        | 14              | Loại THẲNG  |
| Nam dưới 25 tuổi          | 2   | Lê Hoàng Phong         | Check in (Lê Hoàng Phong)                                    | 8         | 19              | ĐÃ ĐƯỢC VÀO |
| Nam dưới 25 tuổi          | 3   | Nguyễn Đình Nhân       | Người đàn bà hoá đá (Trần Lập)                               | 27        | 9               | VÀO TOP 12  |
| Nam dưới 25 tuổi          | 4   | Trần Duy Khang         | Let her go (Passenger)                                       | 26        | 10              | VÀO TOP 12  |
|                           |     |                        |                                                              |           |                 |             |
| Nhóm nhạc                 | 1   | Nhóm F.O.E             | Chỉ là giấc mơ (Nhóm F.O.E)                                  | 38        | 2               | VÀO TOP 12  |
| Nhóm nhạc                 | 2   | Nhóm Cánh Diều         | Điều tôi muốn (Trần Hoàng Anh)                               | 26        | 11              | VÀO TOP 12  |
| Nhóm nhạc                 | 3   | Nhóm Thăng Long        | LK Nhớ về Hà Nội, Hà Nội đêm trở gió (Hoàng Hiệp, Trọng Đài) | 12        | 16              | Loại THẲNG  |
| Nhóm nhạc                 | 4   | Nhóm G Band            | Việt Nam tôi (Nhóm G Band)                                   | 30        | 5               | VÀO TOP 12  |
| Nhóm nhạc                 | 5   | Nhóm Fire              | LK Marvin gaye, Baby, Stand by me                            | 25        | 12              | VÀO TOP 12  |
| Nhóm nhạc                 | 6   | Nhóm BBQ               | Thềm nhà có hoa (Thanh Tâm)                                  | 28        | 8               | VÀO TOP 12  |

#### Liveshow "Tấm vé cuối cùng" (12/06/2016)
12 thí sinh và nhóm thí sinh có điểm bình chọn cao nhất được tham gia liveshow "Tấm vé cuối cùng". Mỗi thí sinh sẽ trình bày một bài hát tự chọn trực tiếp trước khán giả, và khán giả sẽ bình chọn qua tổng đài và trang web Saostar. Kết quả cuối cùng là điểm trung bình từ hai hệ thống. Chỉ duy nhất một thí sinh nhận được số bình chọn cao nhất sẽ được hồi sinh, trở thành thí sinh thứ 13 và cũng là cuối cùng tham dự vòng Chặng đua khắc nghiệt.
Dàn giám khảo của chương trình không xuất hiện tại liveshow này, thay vào đó là các khách mời bình luận, bao gồm nhà báo Chu Minh Vũ, Hương Tràm, Soobin Hoàng Sơn, Giang Hồng Ngọc, nhà báo Thùy Trang, Đỗ Hiếu.
     Thí sinh có số lượng bình chọn cao nhất được vào liveshow
     Thí sinh có số lượng bình chọn cao thứ hai
     Thí sinh có số lượng bình chọn trong top 5
     Thí sinh bị loại
| Thứ tự | Mã số bình chọn | Thí sinh/Nhóm thí sinh | Bài hát dự thi (Sáng tác)                                                       | Kết quả  |
| ------ | --------------- | ---------------------- | ------------------------------------------------------------------------------- | -------- |
| 1      | 16              | Nhóm Cánh diều         | Tìm (Khắc Hưng, Hoàng Tôn)                                                      | Loại     |
| 2      | 21              | Huỳnh Nguyễn Như Trang | Buồn (Lưu Thiên Hương)                                                          | Loại     |
| 3      | 13              | Lê Văn Cường           | Tạm xa thành phố (Bảo Thạch)                                                    | Loại     |
| 4      | 23              | Hồ Thị Hiền            | 30 ngày yêu (Đông Nhi)                                                          | Top 5    |
| 5      | 20              | Nhóm BBQ               | Beautiful (Linda Perry)                                                         | Top 5    |
| 6      | 22              | Nhóm G Band            | Vai gầy mẹ tôi (Lê Minh Phương)                                                 | Loại     |
| 7      | 19              | Trần Thị Phương Nga    | Alone (Billy Steinberg, Tom Kelly)                                              | Top 2    |
| 8      | 15              | Nguyễn Đình Nhân       | Bay (Nhóm Microwave)                                                            | Loại     |
| 9      | 14              | Nhóm Fire              | Bang bang (Sonny Bono Lời Việt: Phạm Duy Lời Pháp: Claude Carrere, Geoger Aber) | Loại     |
| 10     | 17              | Trần Duy Khang         | I won't give up (Jason Mraz, Michael Nattter)                                   | Loại     |
| 11     | 18              | Đặng Nhật Tân          | Cảm ơn mẹ (Đức Trịnh)                                                           | Top 5    |
| 12     | 24              | Nhóm F.O.E             | Con sói cô đơn (Nhóm F.O.E)                                                     | Được vào |

### Vòng Chặng đua khắc nghiệt (Tourmalet)
Quán quân
     Á quân
     Thí sinh có số lượng tin nhắn bình chọn an toàn
     Thí sinh được BGK lựa chọn trong top nguy hiểm
     Thí sinh có số lượng bình chọn cao nhất trong top nguy hiểm sau khi BGK lựa chọn
     Thí sinh có số lượng tin nhắn thấp nhất và bị loại

#### Liveshow 1 (19/06/2016)
Ở liveshow 1, các thí sinh và nhóm thí sinh sẽ trình diễn một bài hát tự chọn. Dựa vào kết quả tin nhắn bình chọn, BTC sẽ gọi tên 4 thí sinh (nhóm thí sinh) có lượng bình chọn thấp nhất rơi vào nhóm nguy hiểm. Trong nhóm nguy hiểm, BGK sẽ chọn ra 1 thí sinh (nhóm thí sinh) an toàn (dựa vào ý kiến riêng của từng giám khảo, thí sinh nào được nhiều giám khảo lựa chọn hơn sẽ được an toàn), trong 3 thí sinh (nhóm thí sinh) còn lại, thí sinh (nhóm thí sinh) nào có bình chọn cao hơn 2 thí sinh (nhóm thí sinh) còn lại sẽ được an toàn cuối cùng. 2 thí sinh (nhóm thí sinh) còn lại sẽ bị loại.
| #  | Hạng mục                  | GK chủ quản     | Mã số bình chọn | Thí sinh/Nhóm thí sinh | Bài hát dự thi (Sáng tác)                                                            | Kết quả   |
| -- | ------------------------- | --------------- | --------------- | ---------------------- | ------------------------------------------------------------------------------------ | --------- |
| 1  | Nữ dưới 25 tuổi           | Hồ Quỳnh Hương  | 01              | Nguyễn Thị Thu Thủy    | Hot (Nhạc nước ngoài Lời Việt: Nathan Lee)                                           | An toàn   |
| 2  | Nam dưới 25 tuổi          | Tùng Dương      | 02              | Trương Phúc Lộc        | Chiếc răng khôn (Trương Phúc Lộc)                                                    | Bị loại   |
| 3  | Nhóm nhạc                 | Dương Khắc Linh | 03              | Nhóm F.O.E             | Coco Jamboo - Lady night (Kai Matthiesen, Delroy Renalls, Rainer Gaffey, Nhóm F.O.E) | Nguy hiểm |
| 4  | Nam, nữ trên 25 - 26 tuổi | Thanh Lam       | 04              | Hoàng Thị Thanh Thảo   | Bring me to life (Amy Lee, Benjamin Moody, David Hodges)                             | An toàn   |
| 5  | Nhóm nhạc                 | Dương Khắc Linh | 05              | Nhóm Dolphins          | Chiều nâu (Nguyễn Phi Vũ)                                                            | An toàn   |
| 6  | Nam, nữ trên 25 - 26 tuổi | Thanh Lam       | 06              | Phạm Chí Huy           | Triệu phú (Nguyễn Hải Phong)                                                         | Bị loại   |
| 7  | Nam dưới 25 tuổi          | Tùng Dương      | 07              | Lê Hoàng Phong         | Sau tất cả (Khắc Hưng)                                                               | Nguy hiểm |
| 8  | Nhóm nhạc                 | Dương Khắc Linh | 08              | Nhóm The Wings         | Với anh, em vẫn là cô bé (Lương Bằng Quang)                                          | An toàn   |
| 9  | Nữ dưới 25 tuổi           | Hồ Quỳnh Hương  | 09              | Trương Kiều Diễm       | Rồi em sẽ bình yên (Trương Kiều Diễm)                                                | An toàn   |
| 10 | Nam dưới 25 tuổi          | Tùng Dương      | 10              | Đặng Tuấn Phương       | Chỉ một câu (Phạm Toàn Thắng)                                                        | An toàn   |
| 11 | Nam, nữ trên 25 - 26 tuổi | Thanh Lam       | 11              | Tô Lâm                 | We love Vietnam (Tô Lâm)                                                             | An toàn   |
| 12 | Nữ dưới 25 tuổi           | Hồ Quỳnh Hương  | 12              | Trần Minh Như          | Đá trông chồng (Lê Minh Sơn)                                                         | An toàn   |
| 13 | Nhóm nhạc                 | Dương Khắc Linh | 13              | Nhóm S Girls           | Dựa (Lưu Thiên Hương)                                                                | An toàn   |

#### Liveshow 2 (26/06/2016)
Ở liveshow 2, các thí sinh và nhóm thí sinh sẽ trình diễn một bài hát tự chọn. Dựa vào kết quả tin nhắn bình chọn, BTC sẽ gọi tên 4 thí sinh (nhóm thí sinh) có lượng bình chọn thấp nhất rơi vào nhóm nguy hiểm. Trong nhóm nguy hiểm, BGK sẽ chọn ra 1 thí sinh (nhóm thí sinh) an toàn (dựa vào ý kiến riêng của từng giám khảo, thí sinh nào được nhiều giám khảo lựa chọn hơn sẽ được an toàn), trong 3 thí sinh (nhóm thí sinh) còn lại, thí sinh (nhóm thí sinh) nào có bình chọn cao hơn 2 thí sinh (nhóm thí sinh) còn lại sẽ được an toàn cuối cùng. 2 thí sinh (nhóm thí sinh) còn lại sẽ bị loại.
| #  | Hạng mục                  | GK chủ quản     | Mã số bình chọn | Thí sinh/Nhóm thí sinh | Bài hát dự thi (Sáng tác)                      | Kết quả   |
| -- | ------------------------- | --------------- | --------------- | ---------------------- | ---------------------------------------------- | --------- |
| 1  | Nam dưới 25 tuổi          | Tùng Dương      | 07              | Lê Hoàng Phong         | Sắc màu (Trần Tiến)                            | An toàn   |
| 2  | Nhóm nhạc                 | Dương Khắc Linh | 03              | Nhóm F.O.E             | Good night (Nhóm F.O.E)                        | Bị loại   |
| 3  | Nữ dưới 25 tuổi           | Hồ Quỳnh Hương  | 01              | Nguyễn Thị Thu Thủy    | Anh mãi là (Hồ Hoài Anh)                       | Bị loại   |
| 4  | Nhóm nhạc                 | Dương Khắc Linh | 05              | Nhóm Dolphins          | Cái ôm mơ màng (Nguyễn Phi Vũ)                 | An toàn   |
| 5  | Nam dưới 25 tuổi          | Tùng Dương      | 10              | Đặng Tuấn Phương       | Hồ trên núi - Chảy đi sông ơi (Phó Đức Phương) | An toàn   |
| 6  | Nam, nữ trên 25 - 26 tuổi | Thanh Lam       | 11              | Tô Lâm                 | Chạy (Phạm Toàn Thắng)                         | Nguy hiểm |
| 7  | Nam, nữ trên 25 - 26 tuổi | Thanh Lam       | 04              | Hoàng Thị Thanh Thảo   | Người hát tình ca (Lưu Thiên Hương)            | Nguy hiểm |
| 8  | Nhóm nhạc                 | Dương Khắc Linh | 08              | Nhóm The Wings         | Shine your light (Vũ Đức Thiện)                | An toàn   |
| 9  | Nữ dưới 25 tuổi           | Hồ Quỳnh Hương  | 09              | Trương Kiều Diễm       | Ngày dài (Trương Kiều Diễm)                    | An toàn   |
| 10 | Nữ dưới 25 tuổi           | Hồ Quỳnh Hương  | 12              | Trần Minh Như          | Trên đỉnh Phù Vân (Phó Đức Phương)             | An toàn   |
| 11 | Nhóm nhạc                 | Dương Khắc Linh | 13              | Nhóm S Girls           | Get high (Khắc Hưng)                           | An toàn   |

#### Liveshow 3 (03/07/2016)
Ở liveshow 3, các thí sinh và nhóm thí sinh sẽ trình diễn một bài hát tự chọn. Dựa vào kết quả tin nhắn bình chọn, BTC sẽ gọi tên 3 thí sinh (nhóm thí sinh) có lượng bình chọn thấp nhất rơi vào nhóm nguy hiểm. Trong nhóm nguy hiểm, BGK sẽ chọn ra 1 thí sinh (nhóm thí sinh) an toàn (dựa vào ý kiến riêng của từng giám khảo, thí sinh nào được nhiều giám khảo lựa chọn hơn sẽ được an toàn), trong 2 thí sinh (nhóm thí sinh) còn lại, thí sinh (nhóm thí sinh) nào có bình chọn cao hơn thí sinh (nhóm thí sinh) còn lại sẽ được an toàn cuối cùng. Thí sinh (nhóm thí sinh) còn lại sẽ bị loại.
| # | Hạng mục                  | GK chủ quản     | Mã số bình chọn | Thí sinh/Nhóm thí sinh | Bài hát dự thi (Sáng tác)                                                         | Kết quả   |
| - | ------------------------- | --------------- | --------------- | ---------------------- | --------------------------------------------------------------------------------- | --------- |
| 1 | Nhóm nhạc                 | Dương Khắc Linh | 08              | Nhóm The Wings         | Chạy mưa (Phạm Toàn Thắng)                                                        | An toàn   |
| 2 | Nam, nữ trên 25 - 26 tuổi | Thanh Lam       | 04              | Hoàng Thị Thanh Thảo   | O holy night (Adolphe Adam)                                                       | Nguy hiểm |
| 3 | Nhóm nhạc                 | Dương Khắc Linh | 05              | Nhóm Dolphins          | Vô hình (Nguyễn Phi Vũ)                                                           | Nguy hiểm |
| 4 | Nam, nữ trên 25 - 26 tuổi | Thanh Lam       | 11              | Tô Lâm                 | Mưa bay tháp cổ (Trần Tiến)                                                       | An toàn   |
| 5 | Nam dưới 25 tuổi          | Tùng Dương      | 10              | Đặng Tuấn Phương       | Lạc (Phạm Toàn Thắng)                                                             | An toàn   |
| 6 | Nữ dưới 25 tuổi           | Hồ Quỳnh Hương  | 09              | Trương Kiều Diễm       | Đêm nằm mơ phố (Việt Anh)                                                         | An toàn   |
| 7 | Nam dưới 25 tuổi          | Tùng Dương      | 07              | Lê Hoàng Phong         | Ngồi tựa mạn thuyền - Qua cầu gió bay - Người ở đừng về (Dân ca Quan họ Bắc Ninh) | Bị loại   |
| 8 | Nữ dưới 25 tuổi           | Hồ Quỳnh Hương  | 12              | Trần Minh Như          | Halo (Beyoncé Knowles, Ryan Tedder, E.Kido Bogart)                                | An toàn   |
| 9 | Nhóm nhạc                 | Dương Khắc Linh | 13              | Nhóm S Girls           | I'm not alone (Lưu Thiên Hương)                                                   | An toàn   |

#### Liveshow 4 (10/07/2016)
Ở liveshow 4, các thí sinh và nhóm thí sinh sẽ trình diễn một bài hát tự chọn. Dựa vào kết quả tin nhắn bình chọn, BTC sẽ gọi tên 3 thí sinh (nhóm thí sinh) có lượng bình chọn thấp nhất rơi vào nhóm nguy hiểm. Trong nhóm nguy hiểm, BGK sẽ chọn ra 1 thí sinh (nhóm thí sinh) an toàn (dựa vào ý kiến riêng của từng giám khảo, thí sinh nào được nhiều giám khảo lựa chọn hơn sẽ được an toàn), trong 2 thí sinh (nhóm thí sinh) còn lại, thí sinh (nhóm thí sinh) nào có bình chọn cao hơn thí sinh (nhóm thí sinh) còn lại sẽ được an toàn cuối cùng. Thí sinh (nhóm thí sinh) còn lại sẽ bị loại. Riêng đêm liveshow 4 này, thí sinh Trương Kiều Diễm không tham gia dự thi vì lý do sức khỏe.
| # | Hạng mục                  | GK chủ quản     | Mã số bình chọn | Thí sinh/Nhóm thí sinh | Bài hát dự thi (Sáng tác)                                          | Kết quả   |
| - | ------------------------- | --------------- | --------------- | ---------------------- | ------------------------------------------------------------------ | --------- |
| 1 | Nhóm nhạc                 | Dương Khắc Linh | 13              | Nhóm S Girls           | Trở về (Nguyễn Dân)                                                | Nguy hiểm |
| 2 | Nam, nữ trên 25 - 26 tuổi | Thanh Lam       | 04              | Hoàng Thị Thanh Thảo   | Giấc mơ trưa (Nhạc: Giáng Son. Thơ: Nguyễn Vĩnh Tiến)              | Bị loại   |
| 3 | Nhóm nhạc                 | Dương Khắc Linh | 05              | Nhóm Dolphins          | It's my life (Jon Bon Jovi, Richie Sambora, Max Martin)            | Nguy hiểm |
| 4 | Nam dưới 25 tuổi          | Tùng Dương      | 10              | Đặng Tuấn Phương       | Chị tôi - Chị tôi (Nhạc: Trọng Đài. Thơ: Đoàn Thị Tảo - Trần Tiến) | An toàn   |
| 5 | Nữ dưới 25 tuổi           | Hồ Quỳnh Hương  | 12              | Trần Minh Như          | Chị đi tìm em (Vũ Quốc Việt)                                       | An toàn   |
| 6 | Nam, nữ trên 25 - 26 tuổi | Thanh Lam       | 11              | Tô Lâm                 | Đông - Mona Lisa (Vũ Cát Tường - Châu Đăng Khoa)                   | An toàn   |
| 7 | Nhóm nhạc                 | Dương Khắc Linh | 08              | Nhóm The Wings         | Chỉ là giấc mơ (Nhóm Microwave)                                    | An toàn   |

#### Liveshow 5 (24/07/2016)
Ở liveshow 5, các thí sinh và nhóm thí sinh sẽ trình diễn một bài hát tự chọn. Dựa vào kết quả tin nhắn bình chọn, BTC sẽ gọi tên 3 thí sinh (nhóm thí sinh) có lượng bình chọn thấp nhất rơi vào nhóm nguy hiểm. Trong nhóm nguy hiểm, BGK sẽ chọn ra 1 thí sinh (nhóm thí sinh) an toàn (dựa vào ý kiến riêng của từng giám khảo, thí sinh nào được nhiều giám khảo lựa chọn hơn sẽ được an toàn), trong 2 thí sinh (nhóm thí sinh) còn lại, thí sinh (nhóm thí sinh) nào có bình chọn cao hơn thí sinh (nhóm thí sinh) còn lại sẽ được an toàn cuối cùng. Thí sinh (nhóm thí sinh) còn lại sẽ bị loại.
| # | Hạng mục                  | GK chủ quản     | Mã số bình chọn | Thí sinh/Nhóm thí sinh | Bài hát dự thi (Sáng tác)                                          | Kết quả   |
| - | ------------------------- | --------------- | --------------- | ---------------------- | ------------------------------------------------------------------ | --------- |
| 1 | Nhóm nhạc                 | Dương Khắc Linh | 05              | Nhóm Dolphins          | Ghế đá (Nguyễn Phi Vũ)                                             | Bị loại   |
| 2 | Nam dưới 25 tuổi          | Tùng Dương      | 10              | Đặng Tuấn Phương       | Một mình (Thanh Tùng)                                              | An toàn   |
| 3 | Nam, nữ trên 25 - 26 tuổi | Thanh Lam       | 11              | Tô Lâm                 | Cánh chim lạc (Lưu Thiên Hương)                                    | Nguy hiểm |
| 4 | Nữ dưới 25 tuổi           | Hồ Quỳnh Hương  | 09              | Trương Kiều Diễm       | Cho em một ngày (Dương Thụ)                                        | An toàn   |
| 5 | Nhóm nhạc                 | Dương Khắc Linh | 08              | Nhóm The Wings         | Cha (Anh Tuấn)                                                     | Nguy hiểm |
| 6 | Nữ dưới 25 tuổi           | Hồ Quỳnh Hương  | 12              | Trần Minh Như          | Không quan tâm (Dương Khắc Linh)                                   | An toàn   |
| 7 | Nhóm nhạc                 | Dương Khắc Linh | 13              | Nhóm S Girls           | Bohemian rhapsody - We will rock you (Freddie Mercury - Brian May) | An toàn   |

#### Liveshow 6 (31/07/2016)
Ở liveshow 6, các thí sinh và nhóm thí sinh sẽ trình diễn hai bài hát tự chọn. Dựa vào kết quả tin nhắn bình chọn, BTC sẽ gọi tên 3 thí sinh (nhóm thí sinh) có lượng bình chọn thấp nhất rơi vào nhóm nguy hiểm. Trong nhóm nguy hiểm, BGK sẽ chọn ra 1 thí sinh (nhóm thí sinh) an toàn (dựa vào ý kiến riêng của từng giám khảo, thí sinh nào được nhiều giám khảo lựa chọn hơn sẽ được an toàn), trong 2 thí sinh (nhóm thí sinh) còn lại, thí sinh (nhóm thí sinh) nào có bình chọn cao hơn thí sinh (nhóm thí sinh) còn lại sẽ được an toàn cuối cùng. Thí sinh (nhóm thí sinh) còn lại sẽ bị loại.
| # | Hạng mục                  | GK chủ quản     | Mã số bình chọn | Thí sinh/Nhóm thí sinh | Bài hát dự thi (Sáng tác)                                           | Bài hát dự thi (Sáng tác)                            | Kết quả   |
| - | ------------------------- | --------------- | --------------- | ---------------------- | ------------------------------------------------------------------- | ---------------------------------------------------- | --------- |
| 1 | Nhóm nhạc                 | Dương Khắc Linh | 08              | Nhóm The Wings         | Nhìn lại (Thành Thịnh)                                              | Bước đến bên em (Khắc Hưng)                          | Bị loại   |
| 2 | Nam dưới 25 tuổi          | Tùng Dương      | 10              | Đặng Tuấn Phương       | Ừ thì (Lê Đức Hùng)                                                 | Để dành (Nguyễn Xinh Xô)                             | An toàn   |
| 3 | Nữ dưới 25 tuổi           | Hồ Quỳnh Hương  | 09              | Trương Kiều Diễm       | Thương em (Trương Kiều Diễm)                                        | Quạt giấy (Lưu Thiên Hương)                          | An toàn   |
| 4 | Nam, nữ trên 25 - 26 tuổi | Thanh Lam       | 11              | Tô Lâm                 | Em là bà nội của anh (Tăng Nhật Tuệ)                                | Giăng tơ - Con nhện giăng mùng (Lưu Hà An - Chèo cổ) | Nguy hiểm |
| 5 | Nữ dưới 25 tuổi           | Hồ Quỳnh Hương  | 12              | Trần Minh Như          | "Adagio" (Tomaso Albinoni, Rick Allison, Lara Fabian, Dave Pickell) | Con yêu mẹ (Vũ Thảo My)                              | An toàn   |
| 6 | Nhóm nhạc                 | Dương Khắc Linh | 13              | Nhóm S Girls           | Chiếc khăn piêu (Doãn Nho)                                          | Góc tối (Nguyễn Hải Phong)                           | Nguy hiểm |

#### Liveshow 7 (07/08/2016)
Ở liveshow 7, các thí sinh và nhóm thí sinh sẽ trình diễn hai bài hát tự chọn. Dựa vào kết quả tin nhắn bình chọn, BTC sẽ gọi tên 3 thí sinh (nhóm thí sinh) có lượng bình chọn thấp nhất rơi vào nhóm nguy hiểm. Trong nhóm nguy hiểm, BGK sẽ chọn ra 1 thí sinh (nhóm thí sinh) an toàn (dựa vào ý kiến riêng của từng giám khảo, thí sinh nào được nhiều giám khảo lựa chọn hơn sẽ được an toàn), trong 2 thí sinh (nhóm thí sinh) còn lại, thí sinh (nhóm thí sinh) nào có bình chọn cao hơn thí sinh (nhóm thí sinh) còn lại sẽ được an toàn cuối cùng. Thí sinh (nhóm thí sinh) còn lại sẽ bị loại.
| # | Hạng mục                  | GK chủ quản     | Mã số bình chọn | Thí sinh/Nhóm thí sinh | Bài hát dự thi (Sáng tác)                     | Bài hát dự thi (Sáng tác)    | Kết quả   |
| - | ------------------------- | --------------- | --------------- | ---------------------- | --------------------------------------------- | ---------------------------- | --------- |
| 1 | Nhóm nhạc                 | Dương Khắc Linh | 13              | Nhóm S Girls           | Nội, cha và nó (X Family)                     | Tự tin (Lưu Thiên Hương)     | Nguy hiểm |
| 2 | Nam dưới 25 tuổi          | Tùng Dương      | 10              | Đặng Tuấn Phương       | Chuyện mặt trời, chuyện của chúng ta (Đỗ Bảo) | Muối ớt (Phạm Toàn Thắng)    | Nguy hiểm |
| 3 | Nữ dưới 25 tuổi           | Hồ Quỳnh Hương  | 09              | Trương Kiều Diễm       | Em về tinh khôi (Quốc Bảo)                    | Tìm đâu (Trương Kiều Diễm)   | An toàn   |
| 4 | Nữ dưới 25 tuổi           | Hồ Quỳnh Hương  | 12              | Trần Minh Như          | Anh cứ đi đi (Vương Anh Tú)                   | Earth song (Michael Jackson) | An toàn   |
| 5 | Nam, nữ trên 25 - 26 tuổi | Thanh Lam       | 11              | Tô Lâm                 | Phật bà nghìn mắt nghìn tay (An Thuyên)       | Chạy trốn (Lê Minh Sơn)      | Bị loại   |

#### Liveshow 8: Bán kết (14/08/2016)
Ở liveshow 8 (liveshow bán kết), các thí sinh và nhóm thí sinh sẽ trình diễn hai bài hát (một bài hát tự chọn và một bài hát song ca với khách mời). Dựa vào kết quả tin nhắn bình chọn, BTC sẽ gọi tên 4 thí sinh (nhóm thí sinh) có lượng bình chọn từ cao xuống thấp. Đây là liveshow không loại, top 4 thí sinh (nhóm thí sinh) sẽ tiếp tục tiến vào đêm chung kết Đỉnh vinh quang cùng với 1 thí sinh (nhóm thí sinh) đã bị loại từ liveshow 3 đến liveshow 7 nhưng được bình chọn cao thông qua trang điện tử Saostar và phần thi trên Youtube. Kết quả đêm bán kết sẽ được cộng cùng với kết quả bình chọn đêm chung kết để truy tìm nhà vô địch của chương trình mùa thứ 2.
| # | Hạng mục         | GK chủ quản     | Mã số bình chọn | Thí sinh/Nhóm thí sinh | Bài hát dự thi (Sáng tác)                                                | Bài hát dự thi (Sáng tác)                                       | Khách mời       | Kết quả  |
| - | ---------------- | --------------- | --------------- | ---------------------- | ------------------------------------------------------------------------ | --------------------------------------------------------------- | --------------- | -------- |
| 1 | Nhóm nhạc        | Dương Khắc Linh | 13              | Nhóm S Girls           | Quán quen (Bo X Family)                                                  | Tâm hồn của đá (Trần Lập)                                       | Giang Hồng Ngọc | Thứ 4    |
| 2 | Nữ dưới 25 tuổi  | Hồ Quỳnh Hương  | 12              | Trần Minh Như          | L'hymne à l'amour - Jetaime (Edith Piaf, Marguerite Monnot - Rich Allan) | Chính mình - Sống như những đóa hoa (Hoài Lâm - Tạ Quang Thắng) | Thu Phương      | Cao nhất |
| 3 | Nữ dưới 25 tuổi  | Hồ Quỳnh Hương  | 09              | Trương Kiều Diễm       | Người em yêu mãi (Phạm Hải Âu)                                           | Imagine (John Lennon)                                           | Hoàng Hiệp      | Thứ 3    |
| 4 | Nam dưới 25 tuổi | Tùng Dương      | 10              | Đặng Tuấn Phương       | Cho con được thay cha (Yến Lê)                                           | Đêm cô đơn (Trung Kiên)                                         | Trần Thu Hà     | Cao nhì  |

#### Liveshow 9 - Đêm chung kết xếp hạng: Đỉnh vinh quang (21/08/2016)
Các thí sinh (nhóm thí sinh) sẽ trình bày lần lượt 2 tiết mục, một tiết mục hát chung với giám khảo chủ quản và một tiết mục tự chọn. Kết quả ngôi vị cao nhất của chương trình hoàn toàn phụ thuộc vào tổng tỉ lệ của khán giả bình chọn trong đêm bán kết và chung kết. 
Nhóm The Wings, sau khi bị loại ở liveshow 6, đã có tỉ lệ bình chọn trên Saostar và lượt xem phần thi trên YouTube cao nhất nên đã được quay trở lại tại đêm chung kết và tranh tài với 4 đối thủ còn lại.
| Thứ tự | Hạng mục         | GK chủ quản     | Mã số bình chọn | Thí sinh/Nhóm thí sinh | Tiết mục dự thi                                                                                            | Tiết mục dự thi                                | Tỉ lệ bình chọn (%) | Kết quả   |
| Thứ tự | Hạng mục         | GK chủ quản     | Mã số bình chọn | Thí sinh/Nhóm thí sinh | Bài hát tự chọn (Sáng tác)                                                                                 | Hát cùng GK chủ quản (Sáng tác)                | Tỉ lệ bình chọn (%) | Kết quả   |
| ------ | ---------------- | --------------- | --------------- | ---------------------- | --- | ---------------------------------------------- | ------------------- | --------- |
| 1      | Nhóm nhạc        | Dương Khắc Linh | 08              | Nhóm The Wings         | Tôi là một ngôi sao (Nguyễn Hải Phong)                                                                     | Con đường tôi (Khắc Hưng)                      | 12,86%              | Á quân 3  |
| 2      | Nam dưới 25 tuổi | Tùng Dương      | 10              | Đặng Tuấn Phương       | Độc đạo (Trần Tiến)                                                                                        | Quê nhà - Con cò (Trần Tiến - Lưu Hà An)       | 15,24%              | Á quân 2  |
| 3      | Nhóm nhạc        | Dương Khắc Linh | 13              | Nhóm S Girls           | Sài Gòn Hà Nội - Hồ Gươm sáng sớm (Lưu Thiên Hương)                                                        | We don't talk anymore (Charlie Purth)          | 11,47%              | Á quân 4  |
| 4      | Nữ dưới 25 tuổi  | Hồ Quỳnh Hương  | 12              | Trần Minh Như          | Focus - Problem (Savan Kotecha, Peter Svensson, Ilya Salmanzada, Ariana Grande, Max Martin, Amethyl Kelly) | Có nhau trọn đời - Anh (Đức Trí - Xuân Phương) | 41,22%              | Quán quân |
| 5      | Nữ dưới 25 tuổi  | Hồ Quỳnh Hương  | 09              | Trương Kiều Diễm       | Đôi cánh (Trương Kiều Diễm)                                                                                | Ôi quê tôi (Lê Minh Sơn)                       | 19,21%              | Á quân 1  |